# Hypocala efflorescens
Hypocala efflorescens är en fjärilsart som beskrevs av Moore. Hypocala efflorescens ingår i släktet Hypocala och familjen nattflyn. Inga underarter finns listade i Catalogue of Life.